# Ageratinae
Ageratinae es una subtribu de plantas con flores perteneciente a la subfamilia Asteroideae dentro de la familia de las asteráceas. Tiene los siguientes géneros.

## Taxonomía
El nombre de esta subtribu fue definido por primera vez por el botánico alemán Christian Friedrich Lessing (Syców de 1809 - Krasnoyarsk, 1862) en la publicación "Sinopsis generum Compositarum, earumque dispositionis novas Tentamen, monographiis multarum Capensium interjectis" publicado en Berlín en 1832. 
El nombre ( Ageratinae ) proviene de su tipo género Ageratum L., 1753, que a su vez se deriva de dos palabras griegas cuyo pleno significado es "no viejo", en alusión a las flores de algunas especies de este género que mantienen el color por un largo tiempo.

## Descripción
Las especies de esta subtribu tiene un hábito de tipo herbáceo, arbustivo o árboles con ciclos de vida anuales o perennes. Las hojas a lo largo del tallo normalmente están dispuestas de forma opuesta, a veces alternas en lo más alto, rara vez en toda la planta. Las inflorescencias son de tipo terminal, casi siempre  se reúnen en racimos, son sésiles o con largo pedicelo. La cabeza está formada por una carcasa compuesta de escamas dentro de la cual un receptáculo actúa como una base para las flores.  El receptáculo puede ser convexo o cónico. Las flores son de 3 a 125. Son tetracíclicos  y pentámeros. Las flores son generalmente papilosas. Las frutas son aquenios con vilano. 

## Géneros
La subtribu comprende 26 géneros y unas 300 a 400 especies.

| Géneros                               | N. especies                                          | Distribución                               |
| ------------------------------------- | ---------------------------------------------------- | ------------------------------------------ |
| Acritopappus R.M.King & H.Rob., 1980  | 16 spp.                                              | Brasil                                     |
| Ageratum L., 1753                     | circa 40 spp.                                        | América Central y del Sur                  |
| Ascidiogyne Cuatrec., 1965            | 2 spp.                                               | Perú                                       |
| Blakeanthus R.M.King & H.Rob., 1972   | 1 sp. (B. cordatus (S.F. Blake) R.M. King & H. Rob.) | Guatemala y Honduras                       |
| Carphochaete A.Gray, 1849             | 7 - 8 spp.                                           | México y USA                               |
| Cavalcantia R.M.King & H.Rob., 1980   | 2 spp.                                               | Brasil                                     |
| Cronquistia R.M.King, 1968            | 1 sp. (C. pringlei (S.Watson) R.M.King)              | México                                     |
| Ellenbergia Cuatrec., 1964            | 1 sp. (E. glandulata Cuatrec.)                       | Perú                                       |
| Ferreyrella S.F.Blake, 1958           | 2 spp.                                               | Perú                                       |
| Gardnerina R.M.King & H.Rob., 1981    | 1 sp. (G. angustata (Gardner) R.M.King & H.Rob.)     | Brasil                                     |
| Guevaria R.M.King & H.Rob., 1974      | 5 spp.                                               | Ecuador y Perú                             |
| Iltisia S.F.Blake, 1958               | 2 spp.                                               | Costa Rica y Panamá                        |
| Macvaughiella R.M.King & H.Rob., 1968 | 2 spp.                                               | México, Guatemala, El Salvador, Honduras   |
| Metastevia Grashoff, 1975             | 1 sp. (M. hintonii Grashoff )                        | México                                     |
| Microspermum Lag., 1816               | 7 spp.                                               | México                                     |
| Nesomia B.L.Turner, 1991              | 1 sp. (N. chiapensis B.L.Turner )                    | México                                     |
| Phalacraea DC., 1836                  | 4 spp.                                               | Colombia, Ecuador e Perù                   |
| Phania DC., 1836                      | 5 spp.                                               | Cuba e Indias Occidentales                 |
| Piqueria Cav., 1794                   | 6 spp.                                               | América Central, México e India Occidental |
| Piqueriella R.M.King & H.Rob., 1974   | 1 sp. (P. brasiliensis R.M.King & H.Rob. )           | Brasil                                     |
| Piqueriopsis R.M.King, 1965           | 1 sp. (P. michoacana R.M.King )                      | México                                     |
| Radlkoferotoma Kuntze, 1891           | 3 spp.                                               | Brasil y Uruguay                           |
| Revealia R.M.King & H.Rob., 1976      | 1 sp. (R. macrocephala (Paray) R.M.King & H.Rob.)    | México                                     |
| Scherya R.M.King & H.Rob., 1977       | 1 sp. (S. bahiensis R.M.King & H.Rob.)               | Brasil                                     |
| Stevia Cav., 1797                     | cerca 250 spp.                                       | USA, México y América del Sur              |
| Teixeiranthus R.M.King & H.Rob., 1980 | 2 spp.                                               | Brasil                                     |

## Algunas especies

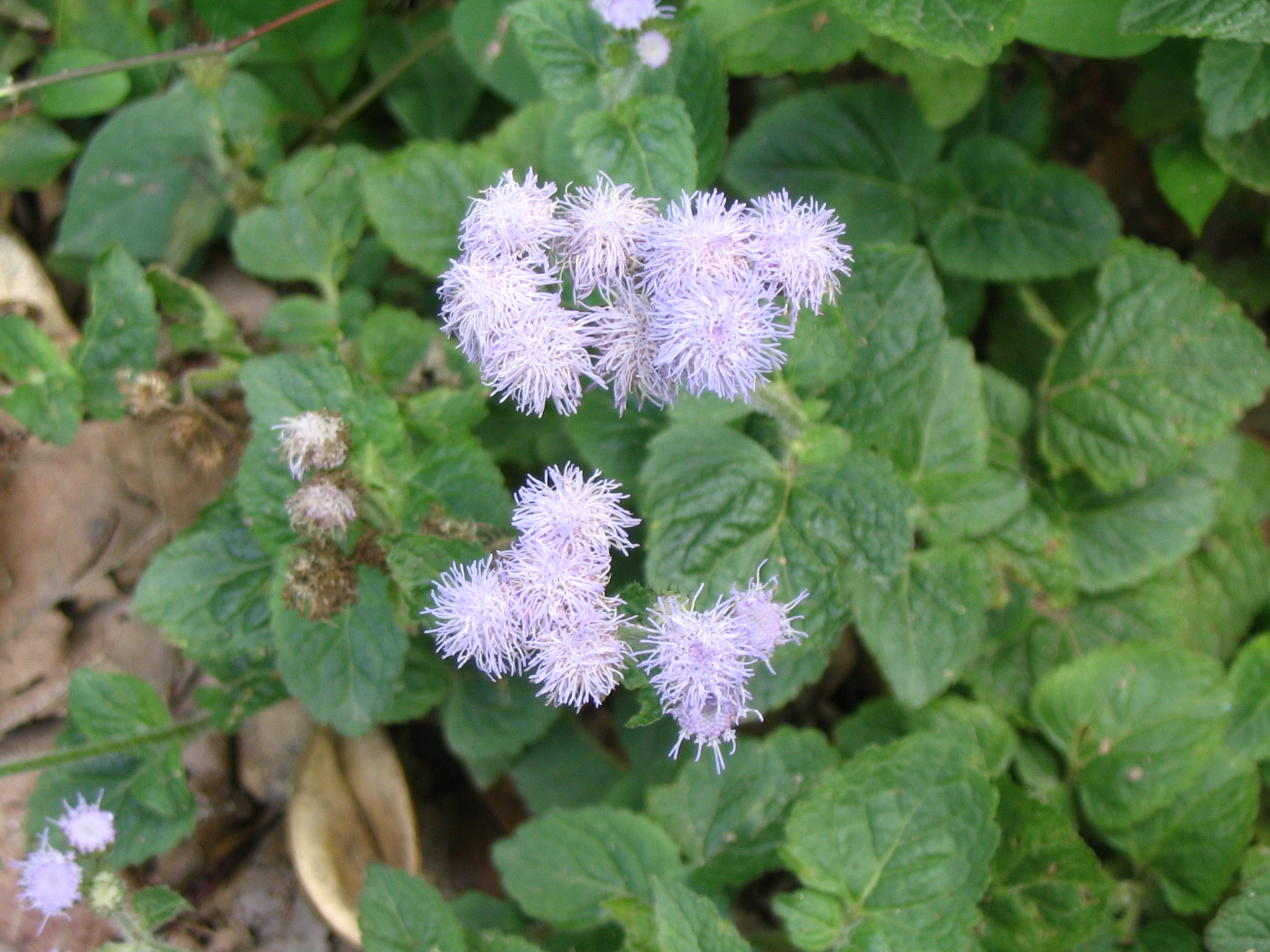
Ageratum conyzoides
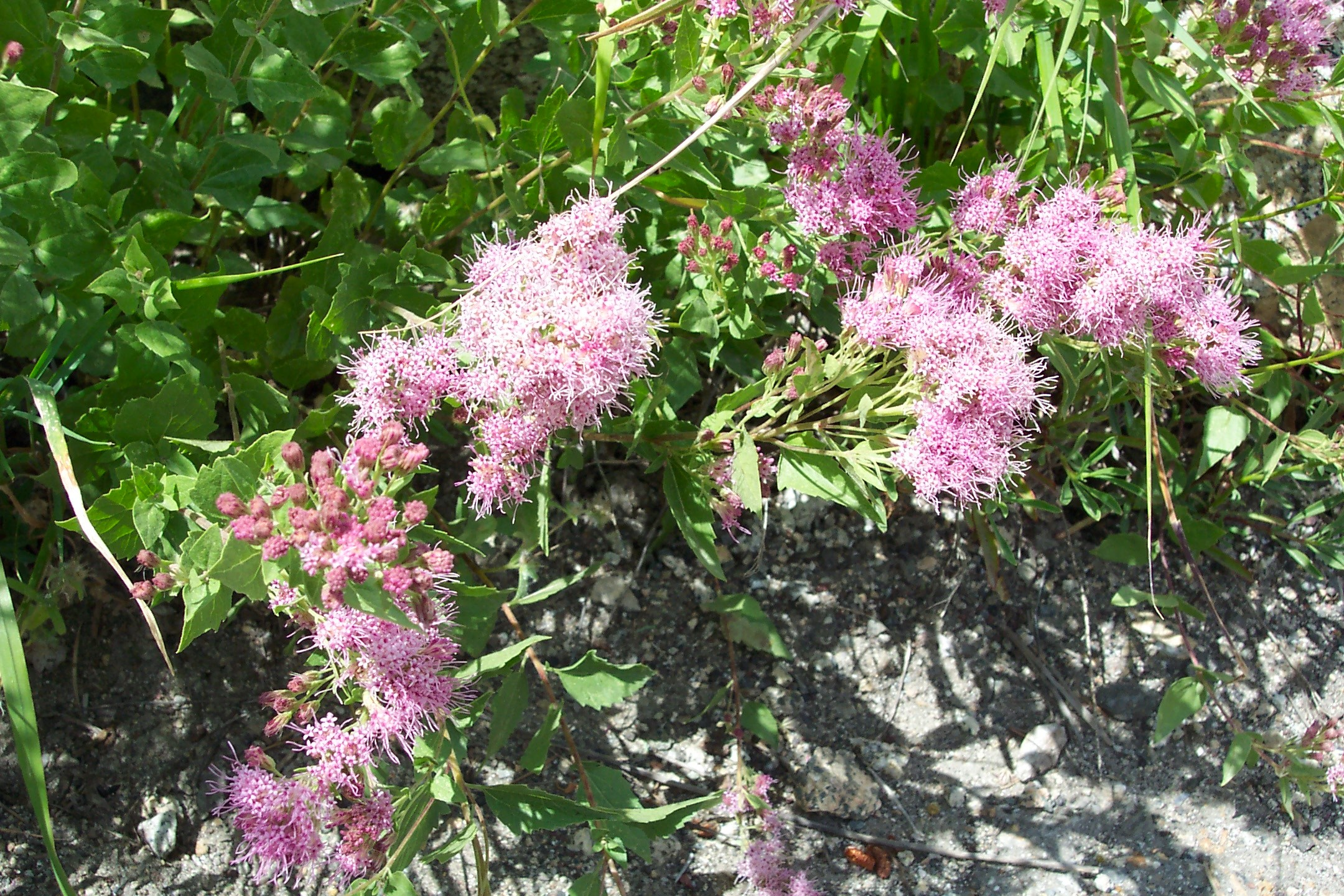
Ageratum corymbosum
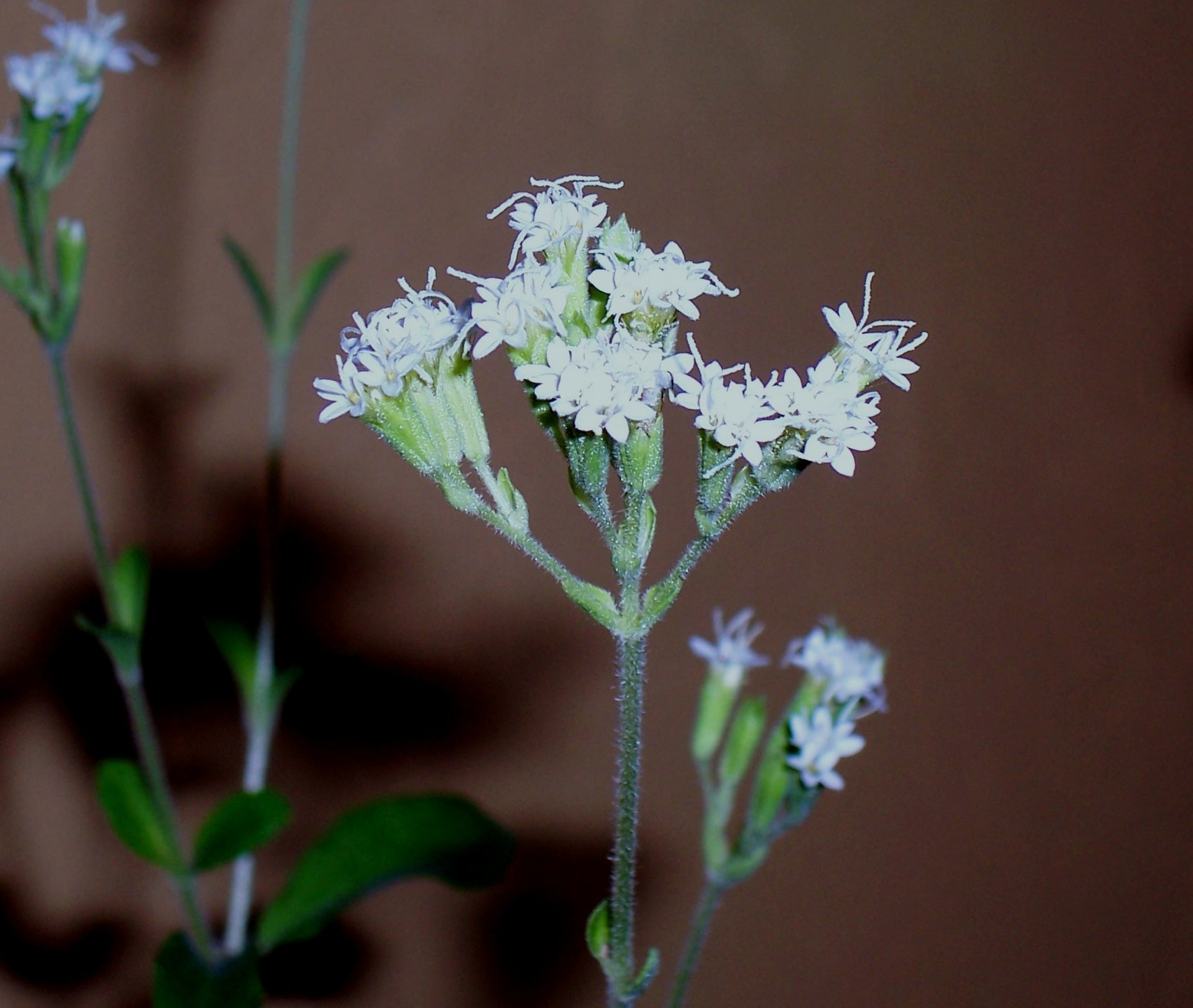
Stevia rebaudiana